# Allopiophila tomentosa
Allopiophila tomentosa är en tvåvingeart som beskrevs av Frey 1930. Allopiophila tomentosa ingår i släktet Allopiophila och familjen ostflugor.
Artens utbredningsområde är Finland. Inga underarter finns listade i Catalogue of Life.